# Imperata tenuis
Imperata tenuis är en gräsart som beskrevs av Eduard Hackel. Imperata tenuis ingår i släktet Imperata och familjen gräs. Inga underarter finns listade i Catalogue of Life.